# Спинномозговые нервы
Спинномозговые нервы (лат. nervi spinales) так же называемые спинные нервы, спинальные нервы  —  нервы периферической нервной системы, передающие двигательные, чувствительные и вегетативные сигналы между спинным мозгом и всеми частями тела, кроме головы.  

## Расположение
В организме человека имеется 31 пара спинномозговых нервов. Они обозначаются в соответствии с отделами позвоночника, в области которых берут начало. Существует восемь пар шейных нервов (C1-C8), двенадцать пар грудных нервов (T1-T12), пять пар поясничных нервов (L1-L5), пять пар крестцовых нервов (S1-S5) и одна пара копчиковых нервов (Co).  
За исключением первой пары спинномозговых нервов (С1), которая берет начало между затылочной костью и первым позвонком (атлантом), спинномозговые нервы выходят из позвоночного столба через межпозвонковое отверстие между соседними позвонками. Шейные спинномозговые нервы начинаются выше позвонка, по которому нумеруются. Исключение составляет пара нервов C8, находящаяся ниже позвонка C7 и выше позвонка T1. От грудного до копчикового отдела нервы берут начало ниже соответствующих позвонков. 

## Строение
Спинномозговые нервы являются смешанными нервами. Они состоят из чувствительных (афферентных) и двигательных (эфферентных) нервных волокон. 
Каждый спинномозговой нерв отходит от спинного мозга в виде двух корешков: переднего и заднего. Передний корешок (лат. radix ventralis) образован аксонами двигательных нейронов, расположенных в передних рогах спинного мозга. Задний корешок (лат. radix dorsalis) образован центральными отростками (аксонами) чувствительных нейронов. К заднему корешку прилегает спинномозговой ганглий (лат. ganglion spinаle), в котором находятся чувствительные нейроны, от которых отходят периферические отростки (дендриты), которые затем направляются на периферию, где в органах и тканях находятся рецепторы. 
В ганглиях шейных и поясничных нервов насчитывается примерно по 50 000 нейронов; в грудном – 20 000, в крестцовом – 35 000.  В области межпозвоночного отверстия передний и задний корешки соединяются в один смешанный спинномозговой нерв.

### Ветви

Схема строения спинномозгового нерва

После выхода из межпозвоночного отверстия, спинномозговой нерв делится на следующие ветви: 
- Передняя ветвь (лат. ramus anterior). Иннервирует переднюю половину туловища, мышцы и кожу рук и ног.
- Задняя ветвь (лат. ramus dorsalis). Иннервирует кожу и мышцы спины, позвоночный столб.
- Менингеальная ветвь (лат. ramus meningeus). Также встречается название "возвратная ветвь". Возвращается через межпозвоночное отверстие в позвоночный канал. Иннервирует твердую мозговую оболочку спинного мозга, надкостницу и заднюю продольную связку, а так же межпозвоночный диск.
- Серая соединительная ветвь (лат. ramus communicans grisei). Также встречается название "Серая висцеральная ветвь". Состоит из постганглионарных нервных волокон, идущих от всех узлов симпатического ствола.
- Белая соединительная ветвь (лат. ramus communicans albus). Также встречается название "Белая висцеральная ветвь". Отходит только от восьмого шейного, всех грудных и двух верхних спинномозговых нервов.  Содержит преганглионарные симпатические волокна, идущие от нейронов боковых рогов спинного мозга к узлам симпатического ствола.[3]

#### Сплетения

Дерматомы

Передние ветви спинномозговых нервов (кроме грудных) образуют сплетения, переплетаясь друг с другом. Существует четыре основных сплетения:
- Шейное сплетение (C1-C4) — иннервирует шею
- Плечевое сплетение (C5-T1) — иннервирует руки
- Поясничное сплетение (L1-L4) — иннервирует нижнюю брюшную стенку, переднюю поверхность области пояса ног и бёдра.
- Крестцовое сплетение (L4-S4) — иннервирует таз и ноги[4].

Крестцовое и копчиковое сплетения совместно образуют крестцово-копчиковое сплетение.
Шейное и поясничное плетение имеют вид дугообразных петель, плечевое и копчиковое сплетение - вид стволов.
Иннервированые спинномозговыми нервами мышцы или группы мышц называются миотомами, а иннервированные участки кожи - дерматомами.